# 所さん&おすぎの偉大なるトホホ人物伝
『所さん&おすぎの偉大なるトホホ人物伝』（ところさん・おすぎのいだいなるとほほじんぶつでん）は、2004年4月16日から2005年9月16日までテレビ東京系列で毎週金曜日20:00 - 20:54(JST)に放送されていた歴史系バラエティ番組である。新聞の番組表記は、「所おすぎトホホ人物伝」。

## 番組概要
所ジョージとおすぎの冠番組。偉人の知られざる裏話、「トホホ」な歴史を紹介する。
第1回のテーマは新選組と近藤勇特集。「ドランクドラゴンのトホホマニア」というコーナーもあった。ちなみに2005年4月から半年間は「ビビる大木のマニアなセンス」というコーナーがあった。

## 出演者

### 司会
- 所ジョージ
- おすぎ

### レギュラー
- 吉田照美
- 荒俣宏
- ドランクドラゴン（-2005年3月）
- ビビる大木（2005年4月-）

## 番組の評価
信憑性の低いゴシップを好んで取り上げたり、ほとんど捏造と言っていい事が多かった。
- 毛利元就が、仲の良かった正室の妙玖が病気なのをいい事に浮気をした
- 他の寵童を寵愛するのを嫉妬した春日源助への釈明の手紙として有名な武田信玄の誓詞を、それを彼の正室・三条の方が偶然に見つけ、彼女がそれに猛烈に嫉妬した事にし、信玄の源助への誓詞を『三条の方への釈明の手紙』であるかのように見せ、三条の方を「戦国一の嫉妬妻」にした
- 埼玉県の陽雲寺にある肖像画を三条の方のものとして紹介した

三条の方の肖像画としては（描かれた時期が違うが）菩提寺の円光院のものが有名である。陽雲寺の肖像画は、描かれたと思われる年代（寛文9年）、夫妻が二人揃っている絵の様式、三条の方とされている女性の髪形や着物の柄がブドウである事など、戦国時代の物とは思えない事などから、川窪城主武田信実の正室の可能性が高い。
- 後世の『絵本太閤記』の中の創作である、珍しい黒百合の花を巡る淀殿と高台院の争いを描いた黒百合の話を、史実であるかのように取り上げた

## お蔵入り
2004年6月18日放送の「マリー・アントワネット」の次（第11回）に放送されるのは本来「アドルフ・ヒトラー」であったが、放送中止。その回は第12回に放送予定だった「トーマス・エジソン」に変更になった。

## ネット局と放送時間
| 放送対象地域   | 放送局                | 系列           | 放送日時                 | 備考       |
| -------------- | --------------------- | -------------- | ------------------------ | ---------- |
| 関東広域圏     | テレビ東京（TX）      | テレビ東京系列 | 金曜 20時00分 - 20時54分 | 制作局     |
| 北海道         | テレビ北海道（TVh）   | テレビ東京系列 | 金曜 20時00分 - 20時54分 | 同時ネット |
| 愛知県         | テレビ愛知（TVA）     | テレビ東京系列 | 金曜 20時00分 - 20時54分 | 同時ネット |
| 大阪府         | テレビ大阪（TVO）     | テレビ東京系列 | 金曜 20時00分 - 20時54分 | 同時ネット |
| 岡山県・香川県 | テレビせとうち（TSC） | テレビ東京系列 | 金曜 20時00分 - 20時54分 | 同時ネット |
| 福岡県         | TVQ九州放送（TVQ）    | テレビ東京系列 | 金曜 20時00分 - 20時54分 | 同時ネット |
| 岐阜県         | 岐阜放送 (GBS)        | 独立UHF局      | 金曜 20時00分 - 20時54分 | 同時ネット |
| 滋賀県         | びわ湖放送 (BBC)      | 独立UHF局      | 金曜 20時00分 - 20時54分 | 同時ネット |
| 奈良県         | 奈良テレビ (TVN)      | 独立UHF局      | 金曜 20時00分 - 20時54分 | 同時ネット |
| 岩手県         | IBC岩手放送 (IBC)     | TBS系列        | 日曜 13時00分 - 13時54分 | 遅れネット |
| 宮城県         | ミヤギテレビ (MMT)    | 日本テレビ系列 | 月曜 24時50分 - 25時45分 | 遅れネット |
| 秋田県         | 秋田テレビ (AKT)      | フジテレビ系列 | 木曜 24時35分 - 25時30分 | 遅れネット |
| 山形県         | 山形テレビ (YTS)      | テレビ朝日系列 | 金曜 15時00分 - 15時55分 | 遅れネット |
| 福島県         | 福島テレビ (FTV)      | フジテレビ系列 | 日曜 13時00分 - 13時55分 | 遅れネット |
| 新潟県         | 新潟総合テレビ (NST)  | フジテレビ系列 | 土曜 26時00分 - 26時55分 | 遅れネット |
| 長野県         | 長野放送 (NBS)        | フジテレビ系列 | 金曜 14時05分 - 15時00分 | 遅れネット |
| 静岡県         | 静岡放送 (SBS)        | TBS系列        | 土曜 12時10分 - 13時05分 | 遅れネット |
| 三重県         | 三重テレビ (MTV)      | 独立UHF局      | 火曜 21時00分 - 21時55分 | 遅れネット |
| 富山県         | 富山テレビ (BBT)      | フジテレビ系列 | 月曜 25時10分 - 26時10分 | 遅れネット |
| 石川県         | 北陸放送 (MRO)        | TBS系列        | 日曜 24時30分 - 25時30分 | 遅れネット |
| 和歌山県       | テレビ和歌山 (WTV)    | 独立UHF局      | 金曜 20時00分 - 20時54分 | 遅れネット |
| 鳥取県・島根県 | 山陰放送 (BSS)        | TBS系列        | 土曜 12時00分 - 12時54分 | 遅れネット |
| 広島県         | テレビ新広島 (TSS)    | フジテレビ系列 | 木曜 15時30分 - 16時25分 | 遅れネット |
| 山口県         | テレビ山口 (tys)      | TBS系列        | 火曜 15時55分 - 16時50分 | 遅れネット |
| 愛媛県         | 南海放送 (RNB)        | 日本テレビ系列 | 水曜 16時30分 - 17時24分 | 遅れネット |
| 高知県         | 高知放送 (RKC)        | 日本テレビ系列 | 日曜 16時00分 - 16時55分 | 遅れネット |
| 長崎県         | テレビ長崎 (KTN)      | フジテレビ系列 | 日曜 12時00分 - 12時55分 | 遅れネット |
| 熊本県         | テレビくまもと (TKU)  | フジテレビ系列 | 火曜 24時35分 - 25時30分 | 遅れネット |
| 鹿児島県       | 鹿児島テレビ (KTS)    | フジテレビ系列 | 土曜 12時00分 - 12時55分 | 遅れネット |
| 沖縄県         | 琉球朝日放送 (QAB)    | テレビ朝日系列 | 土曜 9時30分 - 10時25分  | 遅れネット |

## スタッフ
- ナレーター：垂木勉、井上喜久子
- 構成 : 内田裕士、川原慶太郎、つかはら、末谷真澄、富樫佳織
- 企画プレーン : 谷口秀一
- テクニカルディレクター : 橋本尚志、高柳道也
- カメラマン : 近藤剛史
- ビデオエンジニア : 田中健二
- 音声 : 西山恵美子
- 照明 : 小林高幸、水野暁夫
- ロケ技術 : エンドレス
- 美術制作 : 三浦良文
- セットデザイン : 斎藤卓志
- 美術進行 : 高橋昭三
- メイク : 山田かつら
- ロケ美術 : tac
- CG : EDEL JAPAN CO.LTD、teeves grapcpics.inc
- VTR編集 : 辻泰治（麻布プラザ）
- MA : 伊藤敬一（麻布プラザ）
- 選曲効果 : 白根沢修、保苅智子 （サウンドエッグノッグ）
- タイムキーパー : 佐奈　恵
- 番組宣伝 : 走尾奈美絵→岡仁（テレビ東京）
- 制作デスク : 栗橋玲子
- リサーチ : K2メッシュ、プロポ
- 演出補 : 井上耕太、桜田江利子、まっつん（松岡）、吉田有希、中川寛之、笠真奈美、千葉達也
- ディレクター : 米沢照明、山下慎一郎、財田正剛、小野務、塚本恭史、石田、堅田晋輔、松村聖治、高橋尚樹、古市誠
- 総合演出 : 大熊一郎
- プロデューサー : 永田浩一（テレビ東京）、河島正三郎、関英一、のぶさん、滝川均
- チーフプロデューサー : 多田暁（テレビ東京）
- 技術協力 : テクノマックス、テレビ東京アート（旧：テレビ東京照明）
- 制作協力 : TV CLUB
- 製作 : テレビ東京、オフィス・トゥー・ワン